# أغسطس وودوارد
أغسطس بريفورت وودوارد (ولد في ديسمبر 1774، توفي 12 يوليو 1827) كان أول رئيس للمحكمة العليا لإقليم ولاية ميشيجان. في هذا المنصب، لعب دورا بارزا في التخطيط العمراني لمدينة ديترويت بعد أن شب فيها حريق مدمر عام 1805.

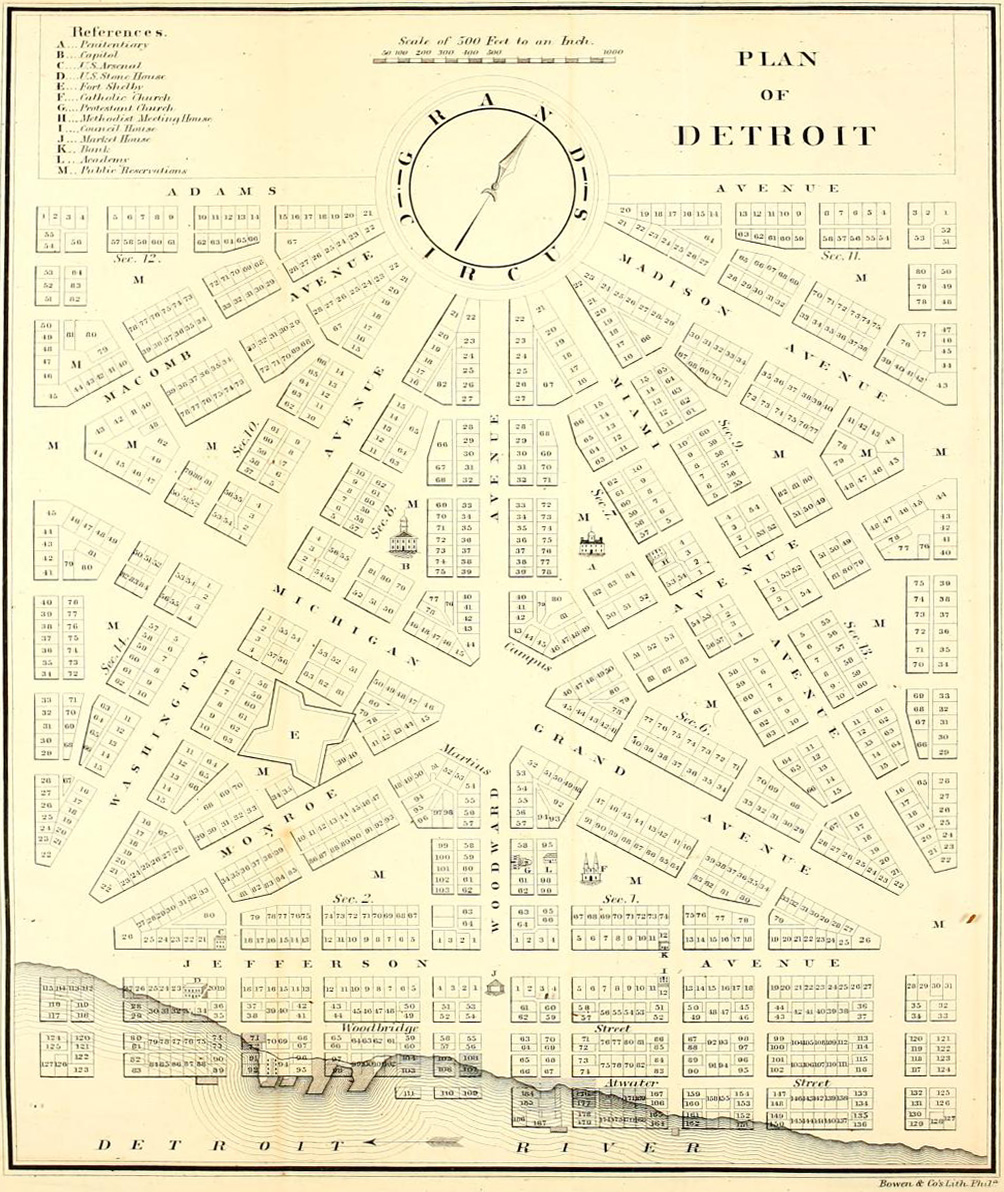
خطة أوغسطس وودوارد، عقب الحريق الذي شب في ديترويت عام 1805 نمط باروكي شعاعي وغراند بارك سيرك